# Das Verbrechen des Paters Amaro
Das Verbrechen des Paters Amaro (portugiesisch: O Crime do Padre Amaro) ist ein Roman des portugiesischen Schriftstellers Eça de Queiroz, der 1875 in der Livraria Lello e Irmão in Porto erschien. Thomas W. Schlichtkrulls  Übertragung ins Deutsche brachte der Neue Deutsche Verlag 1930 heraus.
Um das Jahr 1870 in Leiria: Ziemlich rasch kommt der junge Pfarrer Amaro Vieira über die Todesfälle seines neugeborenen gesunden Sohnes und dessen Mutter, der 24-jährigen Amelia Caminha, hinweg. Der Satiriker Eça de Queiroz prangert das zügellose Treiben einer verderbten portugiesischen Geistlichkeit an. Der Roman kann als Schilderung einer Dreiecksbeziehung gelesen werden. Sowohl der 25-jährige Pfarrer Amaro als auch der 26-jährige liberale Kanzlist João Eduardo Barbose streben nach der Gunst eines einfachen Bürgermädchens – der begehrenswertesten Jungfrau in Leiria – eben der schönen, großen und kräftigen Amelia.

## Inhalt
1-2
Bittere Kommentare im oppositionellen Blatt Stimme des Distrikts vermuten „Hofgunst“ bei der Berufung des neuen, sehr jungen Pfarrers Amaro Vieira in Leiria am Flüsschen Liz. Amaro hat sich gegenüber seiner letzten Pfarre in Feirão, in der Bergprovinz Alta Beira gelegen, verbessert. Kanonikus Dias von der Kathedrale in Leiria war während der ersten Seminarjahre der Morallehrer Amaros gewesen. Also nimmt der Kanonikus den Neuankömmling unter seine Fittiche und bringt ihn in der Pension der Dona Augusta – einer anständigen Frau – unter. Dona Augusta Caminha, die Joanneira genannt, findet Gefallen an den großen dunklen Augen des jungen Mannes, an den langen Wimpern, dem tiefschwarzen, leichtgelockten Haar und dem ovalen Gesicht mit der zartbraunen Hautfarbe. 
3
Rückblick: Amaro, im Lissabonner Hause der Marquise d'Alegros geboren, war 6-jährig verwaist. Weil die Eltern Bedienstete der Marquise und des Marquis gewesen waren, hatte die Hausherrin den duckmäuserischen, äußerst faulen Jungen wie einen Adoptivsohn erzogen und für ihn testamentarisch die geistliche Laufbahn bestimmt. Zwar wollte Amaro später gerne heiraten, doch trat er trotz alledem 15-jährig ins Seminar ein. Eça de Queiroz schreibt über die Nächte im Seminar: „Amaro... wälzte sich... schlaflos auf seiner Matratze, und... in seinen Träumen brannte wie eine stumme, heimliche Glut der Wunsch nach einem Weib.“ Der Zölibat ist für Amaro inakzeptabel. Mit dem Hintergedanken, den Priesterschwur genau in puncto Ehelosigkeit zu brechen, lässt er die Ordination über sich ergehen.
Als ihm das Leben in Feirão gar zu eintönig wird, sucht er in Lissabon den einflussreichen Grafen von Ribamar auf. Dieser Staatsrat, der Gatte einer der Töchter der seligen Marquise d'Alegros, schanzt dem kriecherischen Bittsteller doch tatsächlich die Pfarre in Leiria, einstmals Stadt des Königs Diniz, zu.
4
In dem jederzeit gastfreien Hause der Joanneira lernt Amaro unter alten Betschwestern auch Dona Josepha Dias, die bejahrte Schwester und Haushälterin des Kanonikus, kennen. Amelia, die junge Tochter des Hauses, bietet in der Abendgesellschaft dem Pfarrer einen Platz an ihrer Seite an. Spät abends unmittelbar vor dem Zubettgehen dann bringt ein zufälliger Blick auf Amelias „lieblichen Busen“ den Logiergast ziemlich durcheinander.
5
Mit Männern hatte Amelia bisher wenig Glück. Ein Verehrer, ein gewisser Agostinho Brito, wendet sich unvermittelt von dem Mädchen ab. Er hat eine bessere Partie in Aussicht. Doch Amelia lernt an ihrem 23. Geburtstag João Eduardo, einen Schreiber des Notars Nunes Ferral, kennen. Amelia will mit der Hochzeit warten, bis João den von Dr. Alipio de Vasoncellos Godinho in Aussicht gestellten Posten eines Regierungsschreibers erhalten hat.
6
Amaro fühlt sich in der Pension, besonders in Amelias Nähe, äußerst wohl. Der Gedanke an die „schneeweißen Brüste“ im Hemdausschnitt der jungen Frau lässt den Pfarrer nicht los. So fasst er „den brutalen Entschluß, sie zu besitzen.“ Einerseits ergibt nüchternes Überdenken, er muss ausziehen und – besser noch – die Pfarrstelle aufgeben. Andererseits ergibt wiederum ein zufälliger Blick, der alte Kanonikus Dias hält sich die Joanneira als Konkubine. Wenn der Alte ihm das vormacht, meint Amaro, kann er doch genauso gut der Geliebte der Tochter dieser „Pfaffenhure“ werden.
7
Zusammen mit den Geistlichen Leirias begibt sich Amaro auf eine Wanderung über Land. Angewidert von dem Hochmut und der Völlerei seiner älteren Berufskollegen sondert er sich ab und begegnet rein zufällig Amelia. Während ihres Sprunges über eine enge Bresche wird Amaros heftiges Verlangen geweckt, als er sie mit dem Oberkörper auffängt. Sein wilder Kuss auf ihren Hals, seine Brutalität bei diesem Spiel beeindrucken Amelia so stark, dass sie daheim immer an den Zusammenprall denken muss.
8
Amaro entschuldigt sich bei Amelia für seine Ungezogenheit und wählt in Leiria auf Vermittlung des Kanonikus Dias eine andere Unterkunft. Vor der beleidigten Joanneira stellt der Kanonikus den Umzug als auf sein Betreiben hin veranlasst dar. Kann der ältere Herr doch nun seinem Laster mit der Konkubine unbeobachtet und bequemer frönen. Amaro hingegen – dessen Haushälterin nun Dona Maria Vicencia, ehemalige Köchin des Dr. Godinho ist – will das Haus der Joanneira nie wieder betreten  und strebt eine Karriere als kirchlicher Würdenträger an.
Hin- und hergerissen will Amaro wenig später immer noch „sofort von Amelias Körper Besitz ergreifen“. Amelia ergeht es nicht viel anders. Bei der nächsten Begegnung erbittet das Mädchen inständig den alsbaldigen Besuch ihres Pfarrers Amaro.
9
Amaro sucht die Pension erneut auf und wechselt dort mit Amelia lange, tiefe Blicke. Leidenschaftlich pressen die beiden unterm Tisch die Knie aneinander. In der Pension verkehrt auch João Eduardo. Amelia verbittet sich dessen über den ganzen Abend andauernde verliebte Blicke. Diese seien unanständig im Beisein einer Respektsperson wie der des Pfarrers. João, ein Feind der Pfaffen, ist im Bilde. Der Pfarrer will weiter nichts als Unzucht mit seiner Braut. Während die Teilnehmer der Abendgesellschaft João als Trottel ansehen, begrüßt die Joanneiro die Werbung des Schreibers; erhofft eine gute Partie für ihre Tochter.
10
Der eifersüchtige João ist auf Rache aus und bedient sich seines Verwandten Agostinho Pinheiro, Redakteur der Stimme des Distrikts. Pinheiro gilt als „Genie in der Stilisierung von Gemeinheiten“. Joãos Beitrag „Die modernen Pharisäer“, eine Ohrfeige für den Klerus, lässt Dr. Godinho, Eigentümer des Blattes, als anonyme Lesereinsendung – João unterzeichnet mit „Ein Liberaler“ – erscheinen. Natürlich kommt in dem Schmähbrief Amaro – freilich nicht benannt, doch gut erkennbar umschrieben – sehr schlecht weg. Das „Pfaffengelichter“, also alle Teilnehmer oben genannter Landpartie, schäumen vor Wut. Ihr Ansturm gegen den Kotwurf des Dr. Godinho wird vom stellvertretenden Zivilgouverneur, einem Bewunderer Pius IX., mit Verweis auf die unantastbare Pressefreiheit zurückgewiesen.
11
Amaro, eingeschüchtert, bleibt der Pension konsequent fern. Dr. Godinho ist von der Leserresonanz auf das Pamphlet so beeindruckt, dass er dem Verfasser eine Anstellung als Beamter der Zivilregierung in Aussicht stellt. Als João – der Amelia bereits zwei Jahre verehrt – postwendend die Joanneiro um die Hand Amelias bittet, heißt die die aussichtsreiche Verbindung gut. Amelia liebt João überhaupt nicht, willigt aber in die Vorbesprechung zur Hochzeit ein; auch weil Amaro einen Denkzettel für sein Fernbleiben verdient hat.
12
Über den Beichtvater der Gattin des Dr. Godinho erfahren die im Pamphlet angeprangerten Geistlichen den Namen des Schreiberlings und erreichen beim Notar Nunes Ferral die Entlassung des gottlosen João aus der Kanzlei. Sogleich stellt sich Amaro in der Pension ein und überredet Amelia, den Verleumder des Klerus nicht zu ehelichen. Sechs Jahre schon soll João der Beichte ferngeblieben sein. Amelia fügt sich den Anweisungen. Der Pfarrer besiegelt die Übereinkunft mit einem „langen, brünstigen Kuß“ auf die Lippen des nun scheinbar willenlosen Mädchens.
13
Darauf schickt Amaro zusätzlich Dona Josepha Dias, Amelias Patin, vor. Die bigotte alte Jungfer stellt im Gespräch mit Amelia klar, der Freimaurer João kommt als Ehemann nicht mehr in Frage. Zudem sei Pfarrer Amaro künftig der geeignete Beichtvater.
14
Amelia gehorcht. Sie gibt João einen Korb. Dr. Godinho will João auf einmal nicht mehr protegieren und empfiehlt dem jungen Mann, irgendein Mädchen zu nehmen, das nicht unter der Fuchtel eines Pfaffen steht. Joãos Arzt Dr. med. Gouvea tröstet den jungen Patienten auf seine Art: „Als Mann hat er [Pfarrer Amaro] für die Weiber Leidenschaften und Organe; als Beichtvater die Bedeutung eines Gottes.“
15
Mitten auf dem Kirchplatz greift João seinen Widerpart Amaro an. Der Pfarrer wehrt sich nicht. Die Polizei schreitet ein. João wird festgenommen. Der gütige Priester verzeiht. Seine Exzellenz der Verwaltungsvorstand entlässt den Delinquenten in die Freiheit. Amaro wird bewundert und sogar vom Chorherrn väterlich wohlwollend empfangen. Kanonikus Dias, bewandert in Kirchenangelegenheiten, betrachtet João als faktisch exkommuniziert.
16
Amaros Haushälterin Dona Maria Vicencia erkrankt. In der Pension wird der Pfarrer von Amelia nicht nur mit offenen Armen empfangen; mehr noch – Amaro und Amelia begehren einander mehr als je zuvor.
17-19
Die Kupplerin Dionysia bereitet das Liebesnest im Hause des verwitweten Glöckners Onkel Esguelhas. Amelia gibt Krankenbesuche Antonias, der gelähmten Glöcknerstochter, vor. Amaro erreicht den verschwiegenen Ort bis zu zweimal die Woche über die Sakristei am Kirchplatz. Eça de Queiroz beschreibt die „absolute Unterjochung“: „...mit hündischem Gehorsam hingen ihre Augen an den seinen. Wenn es soweit war, genügte ein Wort von ihm, und sie entkleidete sich, um ihm zu Willen zu sein.“ Schließlich verrät Antonia dem Kanonikus Dias das süße Geheimnis. Der empörte Geistliche will die „hundsföttische Gemeinheit“ auf der Stelle dem Herrn Generalvikar mitteilen. Dazu kommt es nicht. Im Gegenzug droht ihm Amaro die Offenbarung von Dias' jahrelangen Konkubinat mit der Joanneira an. Man vereinbart gutgelaunt Stillschweigen.
20
Amaro teilt dem Kanonikus Amelias Schwangerschaft mit. Dias hat eine gute Idee: Die Schwangere muss João heiraten. Der entlassene Kanzleischreiber ist auf und davon. Spürhündin Dionysia wird auf João angesetzt. Die Suche in Lissabon erweist sich als verzwickt.
Amaro nennt Amelia eine Dirne und schlägt sie ins Gesicht bei der Vorstellung, die Geliebte schliefe mit dem Nebenbuhler. Amelia schwört, selbst als mit João Verheiratete werde sie bei jeder Gelegenheit Amaro zu Willen sein.
21-23
Den Sommer verbringt die Joanneira zusammen mit dem Kanonikus in Vieira und Amelia begleitet die Patentante Dona Josepha Dias auf das nahe bei Leiria gelegene Gut Ricoça. João taucht als Hauslehrer der Söhne des benachbarten Gutsherren auf. Amaro ist außer sich. Als der Pfarrer die Schwangere bedrängt, erwidert sie: „Ich bitte Sie, mich in Frieden zu lassen. Ich will mit meinen Sünden allein sein!“ Auch Pfarrer Ferrão, für die Bewohner des Ricoça zuständig, will Amelia mit João verheiraten. Dr. Gouvea kümmert sich um die Gesundheit der Dona Josepha und um Amelia. Als Hebamme setzt Amelia Dionysia gegen den Willen des Mediziners durch.
24
Amaro will sein Kind einer Ziehmutter übergeben. Dionysia schlägt die Carlota, eine Engelmacherin in Barrosa, vor. Amaro bezahlt Ziehgeld für ein Jahr im Voraus. Der Pfarrer hofft auf eine Totgeburt, doch Amelia bringt einen „strammen Jungen“ zur Welt, bekommt Krämpfe, Erstickungsanfälle und stirbt wenig später.
25-26
Amaro will, sein Junge soll leben. Zu spät – in der „Obhut“ der Carlota ist er bereits gestorben. João folgt dem Sarg Amelias in Trauerkleidung.

## Zitate
- Der Mediziner Dr. Gouvea zum Pfarrer Ferrão: „Es ist schon so, Pfarrer: die Kirche ist heutzutage ein Störenfried!“[8]
- Nachdem Amelia und deren Sohn gestorben sind, sagt der Graf von Ribamar zu Amaro und zum Kanonikus: „Solange es in unserm Lande ehrwürdige Priester gibt wie Sie, wird Portugal seinen Platz in Europa mit Ehren behaupten!“[9]

## Form
In den 26 Romankapiteln wechselt der allwissende Erzähler bedarfsweise den Erzählstandpunkt; gibt die Aktionen und Gedankengänge vor allem der drei Protagonisten, aber auch anderer Handlungsträger, wieder. Zwar erscheint der weit verästelte Vortrag der Dreiecksbeziehung als durchgängig psychologisch begründ- und nachvollziehbar, doch der Erzähler kann sich manche romanglobale Wertung nicht verkneifen: Amaro und Amelia seien „willensschwache“ Naturen.
Manche Stilfigur erscheint als ein klein wenig gesucht: „Die beiden Priester [Amaro und der Kanonikus] waren undurchdringlich wie zwei verhängte Fenster.“ Oder Amelia begegnet einer hochgewachsenen „Frau, die in ihrer Trauerkleidung den düsteren Eindruck einer Zypresse“ macht.

## Verfilmungen
- 2002, Mexiko: Die Versuchung des Padre Amaro. Film von Carlos Carrera mit Gael García Bernal als Pater Amaro, Ana Claudia Talancón als Amelia und Sancho Gracia als Kanonikus Dias.[13]
- 2005, Portugal: O Crime do Padre Amaro[14]. Film von Carlos Coelho da Silva mit  Jorge Corrula als Pater Amaro, Soraia Chaves als Amelia, Nuno Melo als João Eduardo und Nicolau Breyner als Kanonikus Dias.

## Rezeption
- Juni 1992, Annette Endruschat, Leipzig, S. 5–8 in: Lusorama Zeitschrift für Lusitanistik
- 16. Dezember 1997, Rolf Vollmann in der FAZ: Die chinesische Erbschaft. Man darf ihn nicht vergessen: Ein Paket Eça de Queiroz
- 9. Dezember 2003, Dieter Wenk bei Textem: Das Knistern im Kirchengebälk

## Deutschsprachige Ausgaben
- Das Verbrechen des Paters Amaro. Übersetzt von Thomas W. Schlichtkrull. Mit einer Einleitung von Gerhart Pohl und einem Holzschnitt von Frans Masereel (= Universum-Bücherei für Alle, Band 87). Neuer Deutscher Verlag, Berlin 1930 (erste deutsche Ausgabe, bearbeitet und gekürzt).
- Neuübersetzung: Das Verbrechen des Paters Amaro. Übersetzt von Willibald Schönfelder (in der Reihe Romane der Weltliteratur). Aufbau-Verlag, Berlin 1954 (und weitere Ausgaben im Aufbau-Verlag, darunter die hier verwendete Ausgabe in der Reihe Deutsche Volksbibliothek, 1955).